# Yvain ou Le Chevalier au lion

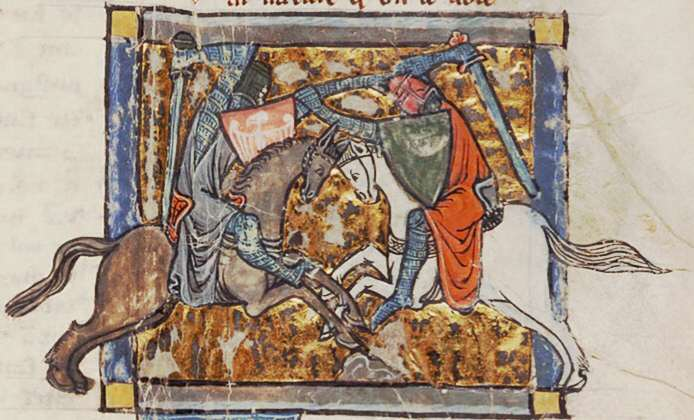
Yvain im Kampf mit Gawein (Buchillustration um 1295 in: Princeton University Library, Garrett MS. 125).

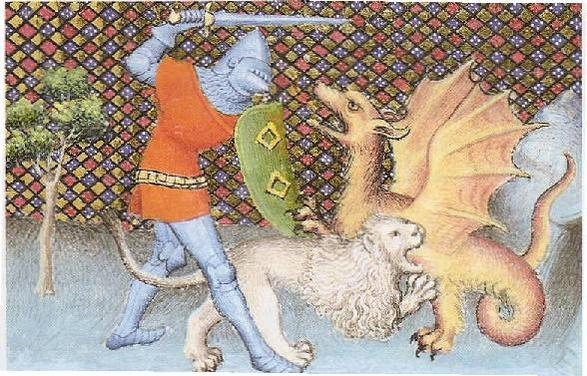
Yvain und sein Löwe besiegen einen Drachen (französische Buchmalerei aus dem 15. Jahrhundert)

Yvain ou Le Chevalier au lion (dt. Iwein oder der Löwenritter)  von Chrétien de Troyes ist eine altfranzösische Verserzählung der Artusepik und entstand zwischen 1180 und 1190.

## Überblick
Der 6818 Verse umfassende vierte Artus-Roman Chrétiens thematisiert die Problematik zu vieler aventiuren und wird daher gerne als Gegenstück zu Erec et Enide gesehen. Yvain findet hier zwar ohne große Anstrengung seine Gattin, verliert diese aber wieder, als er sich nach einem Jahr der âventiure zum festgesetzten Termin nicht rechtzeitig einfinden kann. Yvain verliert die eine Frau, weil er meint für alle Frauen einstehen zu müssen. Das folgende Leben, das den Ritter erst zum professionellen Kämpfer, dann zum am Rande der Gesellschaft existierenden Eremiten macht, ist darauf ausgerichtet, die verlorene Gunst der einen Dame wiederzuerlangen, und problematisiert so die Abenteuer-Anforderung an den Ritter, die ein Familienleben unmöglich macht. Yvain erlangt seinen Verstand (den er als Eremit verloren hat) dank eines Löwen wieder. Der Löwe begleitet Yvain bei seinen Abenteuern, daher der Beiname Le Chevalier au lion.
Der Yvain-Stoff wurde durch die Verarbeitung Hartmanns von Aue, der zuvor bereits den Erec adaptiert hatte, auch im deutschsprachigen Raum bekannt.